# Àfrica-Euràsia
Àfrica-Euràsia o Eurafràsia és el supercontinent més gran de la Terra. Se situa a l'hemisferi oriental i inclou Àfrica i Euràsia (aquest últim format per Europa i Àsia). També anomenat Vell Món o Antic Continent, abasta més de 90 milions de km², d'un total de terra emergida de gairebé 150 milions en tot el planeta, alhora que alberga prop del 85% de la població mundial, estimada en 7.200 milions d'éssers humans el 2015. El terme Eurafràsia és un neologisme estrictament geogràfic. Actualment l'Àfrica es troba separada artificialment de la resta de la massa continental pel canal de Suez.
| - Euràsia - Àsia - Àsia central - Àsia del Sud - Àsia Sud-oriental - Àsia del Nord - Àsia oriental - Àsia meridional - Europa - Europa del Nord - Europa del Sud - Europa Occidental - Europa central - Europa de l'Est - Europa Continental | - Àfrica - Àfrica oriental - Àfrica del Nord - Àfrica Occidental - Àfrica central - Àfrica Austral |